# Carvalhal (Grândola)
Carvalhal is een plaats (freguesia) in de Portugese gemeente Grândola en telt 1600 inwoners (2001).